# NGC 7219
NGC 7219 é uma galáxia espiral barrada (SBa) localizada na direcção da constelação de Tucana. Possui uma declinação de -64° 50' 56" e uma ascensão recta de 22 horas, 13 minutos e 08,9 segundos.
A galáxia NGC 7219 foi descoberta em 22 de Junho de 1835 por John Herschel.